# Fujimoto Kanya
Kanya Fujimoto (sinh ngày 1 tháng 7 năm 1999) là một cầu thủ bóng đá người Nhật Bản hiện đang thi đấu cho Gil Vicente ở giải VĐQG Bồ Đào Nha.

## Sự nghiệp câu lạc bộ
Kanya Fujimoto đã từng chơi cho Tokyo Verdy.